# Jasenová
Jasenová es un municipio del distrito de Dolný Kubín en la región de Žilina, Eslovaquia, con una población estimada a final del año 2024 de 434 habitantes.
Se encuentra ubicado en el centro de la región, cerca del curso alto del río Váh (cuenca hidrográfica del Danubio) y de la frontera con la República Checa y Polonia.

## Demografía
| Año        | 1994 | 2004    | 2014    | 2024    |
| ---------- | ---- | ------- | ------- | ------- |
| Población  | 392  | 399     | 409     | 434     |
| Diferencia |      | +1,78 % | +2,50 % | +6,11 % |

| Año        | 2023 | 2024    |
| ---------- | ---- | ------- |
| Población  | 437  | 434     |
| Diferencia |      | −0,68 % |